# Helenus Agricola Pet
Helenus Agricola Pet (Salemba, 6 oktober 1875 – Ambarawa, 29 augustus 1945) was een jurist en politicus.
Hij werd geboren in de buurt van Batavia (hoofdstad van het toenmalige Nederlands-Indië) als zoon van Gerrit Agricola Pet (1834-1876) en Johanna Helena Charlotta Arnoldina Milar. Begin 1902 is hij aan de Rijksuniversiteit Leiden afgestudeerd in de rechten en ruim een jaar later slaagde hij voor het examen voor de Indische dienst. Later dat jaar keerde hij terug naar Nederlands-Indië waar hij in dienst trad bij de overheid om geplaatst te worden in rechterlijke betrekkingen. Zo werd hij al snel tweede substituut griffier bij de Raad van Justitie in Batavia. Hij zou het brengen tot lid van de Raad van Justitie in Makassar voor hij in 1920 benoemd werd tot lid van het Surinaamse Hof van Justitie. Bij tussentijdse verkiezingen in 1921 werd hij verkozen tot lid van de Koloniale Staten. Een jaar later verliet hij Suriname waarna hij weer ging werken in Nederlands-Indië.
In 1945, kort na de Japanse capitulatie, overleed hij op 69-jarige leeftijd in een Jappenkamp.